# روتكيت ريفيلر
روتكيت ريفيلر (بالإنجليزية: RootkitRevealer)‏ هو برنامج مُوجه لِمُكافحة أدوات التأصيل. لم يعد يتم تطويرهُ (متوقف) ويعمل فقط على أجهزة كمبيوتر ويندوز إكس بي أو ويندوز سيرفر 2003. كما أنَّ الأداة لا تعمل على أجهزة الكمبيوتر ذات معمارية 64 بت.
من الممكن نظريًّا ألَّا يقوم البرنامج بفهرسة أدوات التأصيل. فقد يكون بسبب قيام البرنامج بقراءة لبيانات التسجيل أو بيانات نظام الملفات وتغيير محتويات البيانات بحيث لا تكون بيانات أو ملفات سجل أدوات التأصيل موجودة. ومع ذلك، قد توجد مستويات تعقيد غريبة أو غير مثيلة في برامج أدوات التأصيل عند الفحص.